# Alisa Yoffe

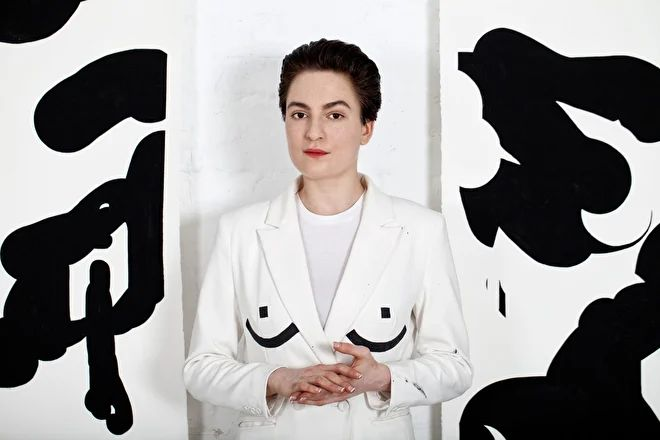
Alisa Yoffe 2019

Alisa Yoffe, usbekisch Алисы Йоффе (* 1987 in Taschkent) ist eine Künstlerin aus Usbekistan.

## Werdegang
Alisa Yoffe besuchte in den Jahren 2006 bis 2007 "Freie Workshops" bei Yuri Shabelnikov an der staatlichen „MMOMA’s School of Contemporary Art“ in Moskau Von 2007 bis 2008 studierte sie am Institute of Contemporary Art Moskau und nahm 2008 und 2009 an Seminaren von Anatoly Osmolovsky teil. Seit 2008 werden ihre Arbeiten in Einzel- und Gruppenausstellungen präsentiert. Sie war 2017 Stipendiatin der Joseph-Brodsky-Stiftung und 2018 in der American Academy in Rome.
Sie lebte und arbeitete in Moskau. Seit dem russischen Überfall auf die Ukraine ist die Künstlerin in der georgischen Hauptstadt Tiflis (Tbilissi) tätig.

## Künstlerischer Stil

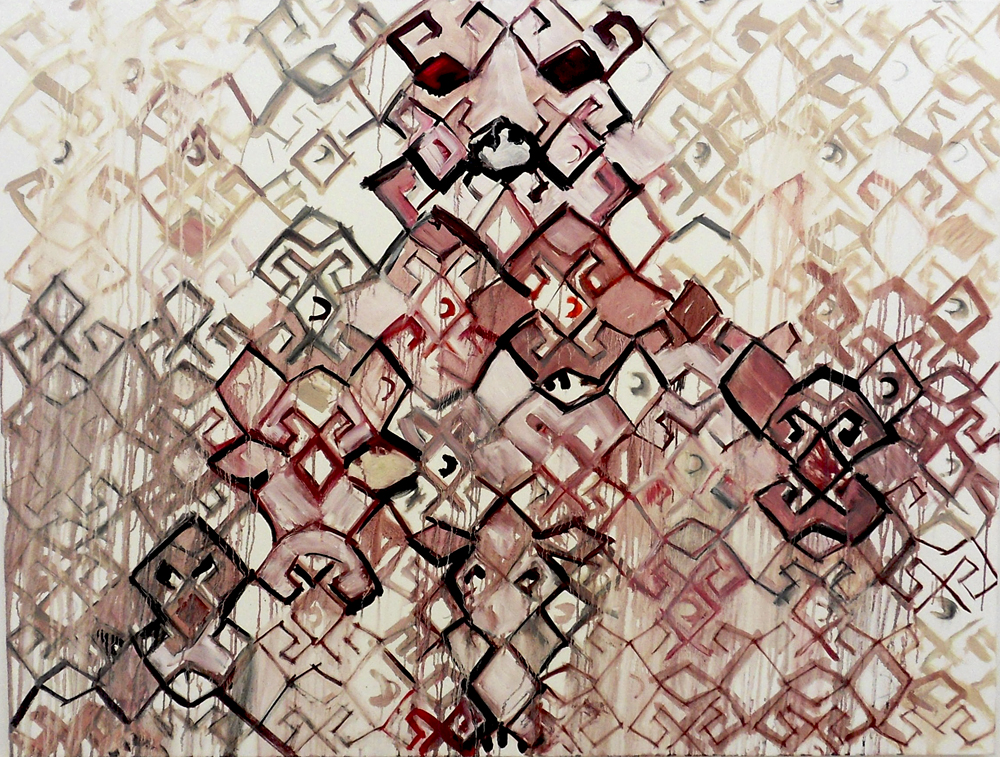
Alisa Yoffe: Malerei Öl auf Leinwand aus der Serie „Guilloche“, 2010

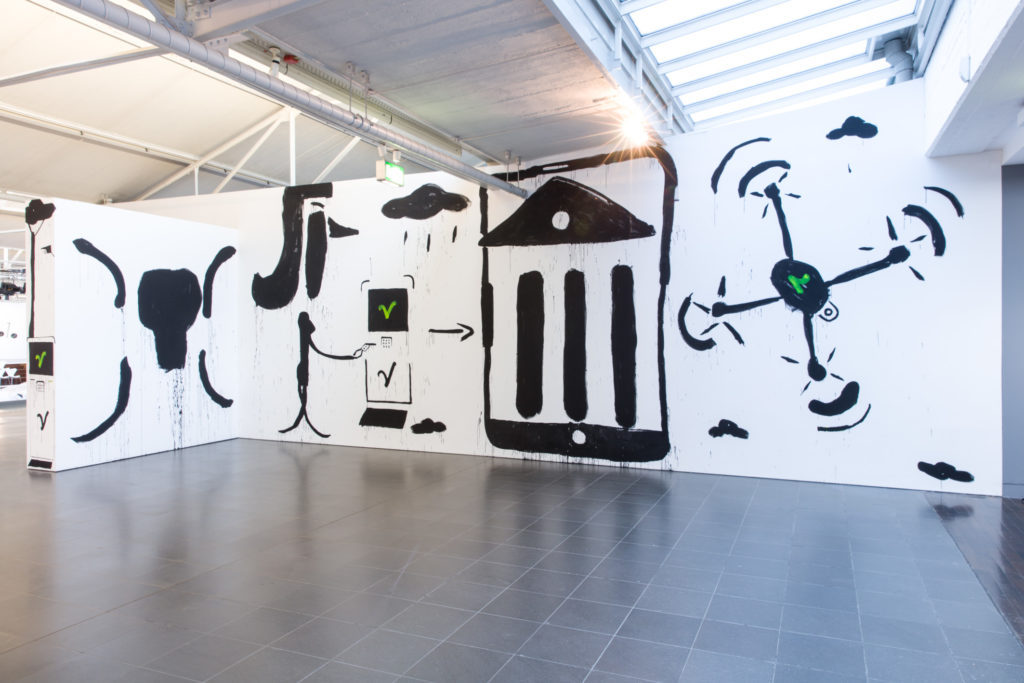
Alisa Yoffe dis/order, Ludwig Forum 2017

In ihren frühen Arbeiten beschäftigte sich Alisa Yoffe mit Farben: Sie schuf abstrakte und figurative Gemälde. In den 2010er Jahren begann sie  sich für „das gegenkulturelle Pathos und die Punk-Ästhetik der Moskauer Rockmusiker“ zu interessieren und gestaltete für die Punkband „Punk-Fraction Red Brigades“ Plattencover, Plakate und Wandbilder. Nach und nach gab sie traditionelle Formen der Malerei auf. In ihren neuen Arbeiten malt mit einem dicken Pinsel und schwarzer Farbe auf riesige weiße Papierrollen, Leinwände, Bettlaken oder Hauswände große groteske Figuren und Texte. Ihre Schwarz-Weiß-Arbeiten wurden für Entwürfe von internationalen Modemarken wie Maison Margiela und Comme des Garçons aufgegriffen. Das österreichische Magazin Skug schrieb über ein Werk von Yoffe in der Ausstellung Tales of 2 Cities 2015 im Jüdischen Museum Wien: „Die junge Alisa Yoffe bezieht sich in ihrer Arbeit »Parochet« auf einen wunderschönen Thoravorhang mit goldener Schrift, Schnörkelverzierungen und Löwen. Sie versucht eine Transkription, eine malerische Ûbersetzung dieses Vorhangs, der das Gesetz bedeckt. Als fröhliche Anarchistin will sie aber gleichzeitig durch ihre Malerei alle Gesetze brechen.“ Laut Jo Vickery gehört Alisa Yoffe neben Alexander Povzner und Anastasia Ryabova zu den Nonkonformisten der jungen russischen Kunst, die sich eine Inspirationsquelle angeeignet haben, welche „oft durch eine stilistische Präferenz für das Naive gekennzeichnet ist, die an Kinderbuchillustrationen erinnert“.
Als Alternative zu materiellen Kunstwerken nutzt sie eine Smartphone-Malpraxis, um ihre Bilder am Ort des Geschehens zu produzieren und direkt digital zu verbreiten. Diese Malpraxis ist eine Reaktion auf die Verschärfung der staatlichen Zensur in Russland und zugleich eine Umgehung des klassischen Kunstmarktes, der nach Yoffes Auffassung den Charakter eines reinen Männerclubs hat, in den, wenn überhaupt, Frauen nur als Ausnahme, als Minderheit eintreten.

## Soziales und politisches Engagement

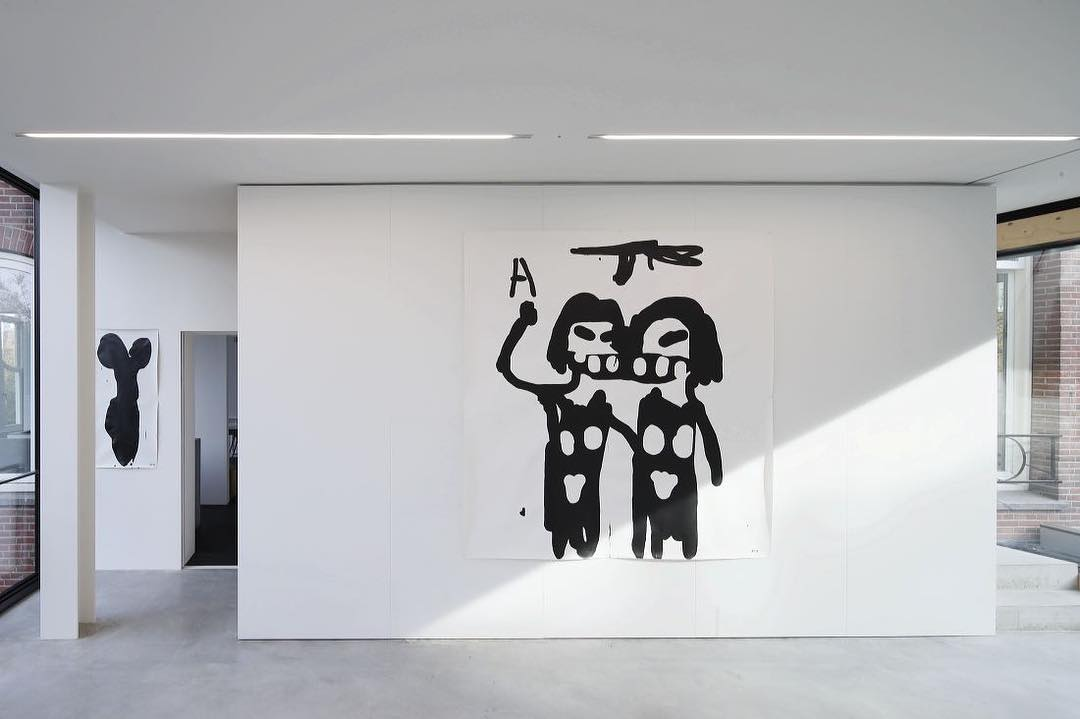
Alisa Yoffe: „All girls to the front!“, 2018

Alisa Yoffe engagierte sich mit künstlerischen Mitteln der Smartphone-Malpraxis u. a. für den inhaftierten Bürgerrechtler Alexei Nawalny ein. Sie sieht ihre soziale und politische Rolle als Künstlerin darin, ihre eigene Sprache und ihr eigenes Ideensystem zu entwickeln und der Öffentlichkeit zu präsentieren. „Im heutigen Russland laufen Kunstschaffende, die eine aktive zivilgesellschaftliche Position mit alternativen politischen Ansichten einnehmen, Gefahr, von den Behörden verfolgt und inhaftiert zu werden.“
In ihrer Ausstellung All girls to the front! 2018 in Amsterdam machte Alisa Yoffe ihre Position in der feministischen Debatte mit folgendem Text deutlich: „Die Sphäre der modernen Kunst und das System des Kunstmarktes sind grundsätzlich zutiefst patriarchalisch und bedürfen des Überdenkens und der Umstrukturierung. Gleichberechtigung ist in dem Bereich unmöglich, in dem die Regeln der Männer aufgestellt und Männerspiele durchgeführt werden.“ Nach Ansicht der britischen Kunstexpertin Jo Vickery gehört Yoffe zu den Malerinnen, die als Frauen auf dem russischen Kunstmarkt benachteiligt werden.

## Ausstellungen
Gruppenausstellungen
- 2020: My Perversion is the Belief. Einzelausstellung,  Pori Art Museum (Museum für zeitgenössische und moderne Kunst in Pori, Finnland.)[12]
- 2019: What beauty is, I know not. Galerie König, Berlin[13]
- 2017: 7. Moskau Biennale Clouds⇄Forests. Teilnahme an der Nebenveranstaltung „Triennial of Russian Contemporary Art“ im Garage Museum of Contemporary Art
- 2017–2018: dis/order. Art and Activism in Russia since 2000, Ludwig Forum für Internationale Kunst, Aachen[14]
- 2016: Shock Strike Blow / Rough History. Merzedes Sturm-Lie und Alisa Yoffe; Växjö Konsthall, Schweden
- 2015: 3rd Ural Industrial Biennial of Contemporary Art. Yekaterinburg
- 2015: Tales of 2 Cities, Jüdisches Museum Wien in Kooperation mit der russischen Menschenrechtsgesellschaft „Memorial“. Mit Zenita Komad, Ekaterina Shapiro-Obermair, Hans Weigand aus Wien und Olga Jitlina, Haim Sokol und Alisa Yoffe aus Moskau.[15][16][17]
- 2014: Tales of 2 Cities, Moscow Museum of Modern Art, Moskau